# Gyászcincér
A gyászcincér (Morimus funereus) a rovarok (Insecta) osztályának a bogarak (Coleoptera) rendjéhez, ezen belül a mindenevő bogarak (Polyphaga) alrendjéhez és a  cincérfélék (Cerambycidae) családjához tartozó faj. Hazánkban védett, pénzben kifejezett természetvédelmi értéke: 10 000 Ft, szerepel továbbá a Natura 2000 Élőhelyvédelmi Irányelvének II. sz. függelékében.

## Elterjedése
A gyászcincér Közép- és Délkelet-Európában elterjedt. Előfordulását a következő országokból jelezték: Ausztria; Belgium; Csehország; Németország; Magyarország; Moldova; Montenegro; Románia; Szerbia; Szlovákia; Ukrajna. Az újabb kutatások alapján valószínűnek látszik, hogy a gyászcincér csupán a fűrészáruval ill. rönkökkel behurcolt faj Ausztriában, Belgiumban, Németországban, Szlovákiában. Csehországban kipusztult fajként tartják nyilván. Magyarországon leginkább a Dunántúli-középhegységben, és a Dél-Dunántúlon gyakori (Mecsek, Villányi-hegység). Biogeográfiai szempontból érdekes megjegyezni, hogy a gyászcincér előfordulását az Északi középhegység több pontjáról jelezték, azonban úgy tűnik, hogy ezek az adatok behurcolt példányokra vonatkoznak.[forrás?] A Nyugat-Dunántúlon (Vas és Zala megyék - a Keszthelyi-fennsík kivételével) hiányzik, holott alkalmasnak tűnő élőhely bőven áll rendelkezésre.[forrás?] Ritka, védett faj.

## Megjelenése
A gyászcincér fénytelen szürke teste csaknem csupasz, de szárnyfedőit két-két bársonyos fekete folt díszesíti. Viszonylag nagytestű (20–38 mm)hosszú, a hím csápja jóval hosszabb, a nőstényé ugyanolyan hosszú mint a test.

## Életmódja
A gyászcincér dombságok és középhegységek öreg tölgyeseiben és bükköseiben található meg. Közép-Európában bükkön és tölgyfajokon él.
A nőstény elhalt, de napsütötte bükk ill. tölgyfajok törzseinek meglazult kérge alá rakja petéit. A lárvák legalább két évig fejlődnek. Az imágók május közepétől szeptemberig láthatók farakásokon, elhalt bükk és tölgyfákon, de előfordul erdei ösvényeken, aszfaltúton is.

### Ismeretterjesztő közlemények
- A faj szerepel a Természetvédelmi Világszövetség Vörös Listáján. IUCN. (Hozzáférés: 2012. május 29.)
- Merkl Ottó, Vig Károly: Bogarak a pannon régióban. Vas Megyei Múzeumok Igazgatósága, B. K. L. Kiadó, Magyar Természettudományi Múzeum, Szombathely, 494 pp., 2009.
- Nagy európai természetkalauz. Összeáll. és szerk. Roland Gerstmeier. 2. kiadás. Budapest: Officina Nova. 1993.  ISBN 963 8185 40 6

### Tudományos közlemények
- Kovács Tibor - Hegyessy Gábor: A Mecsek cincérfaunája (Coleoptera: Cerambycidae) . - In: Folia comloensis = Komlói Közlemények,

ISSN 0236-8927 , 2006. 15. sz., 173-200. p.
- Hegyessy Gábor - Kovács Tibor: Adatok a Dunántúl déli részének cincérfaunájához (Coleoptera: Cerambycidae) . - In: Folia historiconaturalia

Musei Matraensis, ISSN 0134-1243 , 2003. 27. évf., 161-196. p.
- Kovács Tibor - Hegyessy Gábor: A Felső-Tisza-vidék és Bátorliget cincérfaunája (Coleoptera: Cerambycidae) . - In: Folia historiconaturalia

Musei Matraensis, ISSN 0134-1243 , 2003. 27. évf., 197-209. p.
- Kovács Tibor - Hegyessy Gábor - Borsos Sándor: Somogy megye cincéreinek katalógusa (Coleoptera: Cerambycidae) . - In: Natura

Somogyiensis, ISSN 1587-1908 , 2001. 1. sz., 213-220. p.
- Horvatovich Sándor - Hegyessy Gábor - Kovács Tibor: Adatok a Villányi-hegység cincérfaunájához (Coleoptera: Cerambycidae) . - In:

Dunántúli dolgozatok (A) Természettudományi sorozat, ISSN 0139-0805 , 2000. 10. sz., 223-228. p.
- Hegyessy Gábor - Kovács Tibor - Muskovits József - Szalóki Dezső: Adatok Budapest és Pest megye cincérfaunájához (Coleoptera:

Cerambycidae) . - In: Folia historico-naturalia Musei Matraensis, ISSN 0134-1243 , 2000. 24. évf., 221-282. p.
- Kovács Tibor - Muskovits József - Hegyessy Gábor: Magyarországi cincérek tápnövény- és lelőhelyadatai III. (Coleoptera: Cerambycid

. - In: Folia historico-naturalia Musei Matraensis, ISSN 0134-1243 , 2000. 24. évf., 205-220. p.
- Hegyessy Gábor - Kovács Tibor - Márkus András - Szalóki Dezső: Adatok a Körös-Maros Nemzeti Park cincérfaunájához (Coleoptera

Cerambycidae) . - In: Crisicum, ISSN 1419-2853 , 1999. 2. sz., 165-184. p.
- Kovács Tibor - Hegyessy Gábor - Medvegy Mihály: Foodplant data of longhorn beetles from Europe (Coleoptera: Cerambycidae) . - In

Folia historico-naturalia Musei Matraensis, ISSN 0134-1243 , 1999. 23. évf., 333-339. p.
- Hegyessy Gábor - Kovács Tibor - Nagy Ferenc - Palotás Ferenc: Az Alpokalja cincérei II. (Coleoptera: Cerambycidae) . - In: Savaria :

Vas megyei múzeumok értesítője. Pars historico-naturalis, ISSN 0230-1954 , 1998. 25/2., 205-242. p.
- Kovács Tibor - Hegyessy Gábor: Magyarországi cincérek tápnövény- és lelőhelyadatai (Coleoptera: Cerambycidae) . - In: Folia

Entomologica Hungarica = Rovartani Közlemények (Series nova), ISSN 0373-9465 , 1997. 58. évf., 63-72. p.
- Hegyessy Gábor - Kovács Tibor: A Zempléni-hegység cincérei (Coleoptera: Cerambycidae) . - In: Folia historico-naturalia Musei

Matraensis, ISSN 0134-1243 , 1997. 22. évf., 223-245. p.
- Kovács Tibor - Hegyessy Gábor: A Mátra cincérfaunája (Coleoptera, Cerambycidae) . - In: Folia historico-naturalia Musei Matraensis,

ISSN 0134-1243 , 1997. 22. évf., 203-222. p.
- Hegyessy Gábor - Kovács Tibor: Az Őrség cincérfaunája (Coleoptera: Cerambycidae) . - In: Savaria : a Vas megyei múzeumok értesít

Pars historico-naturalis, ISSN 0230-1954 , 1996. 23/2., 141-161. p.
- Kovács Tibor - Hegyessy Gábor - Soltész György: Debrecen és környéke cincérfaunája (Coleoptera, Cerambycidae) . - In: Folia histor

naturalia Musei Matraensis, ISSN 0134-1243 , 1995. 20. évf., 175-184. p.
- Kovács Tibor - Hegyessy Gábor: Magyarországi cincér tápnövények (Coleoptera, Cerambycidae) . - In: Folia historico-naturalia Musei

Matraensis, ISSN 0134-1243 , 1995. 20. évf., 185-197. p.
- Kovács Tibor - Hegyessy Gábor: Három melegkedvelő tölgyes Cerambycidae faunájának összehasonlítása . - In: Folia historico-natur

Musei Matraensis, ISSN 0134-1243 , 1994. 18. évf., 69-73. p.
- Kovács Tibor - Hegyessy Gábor: Új és ritka fajok Magyarország cincérfaunájában (Coleoptera, Cerambycidae) . - In: Folia historiconaturalia

Musei Matraensis, ISSN 0134-1243 , 1992. 17. évf., 181-188. p.